# Beach Beach
Beach Beach és un grup de música mallorquí establert a Barcelona. Van ser escollits per acompanyar Gerard Love quan va actuar el 2014 a Barcelona. The sea (La Castanya, 2014), el segon àlbum de Beach Beach després del més punk Tasteless peace (2012), els mostra practicant un pop clàssic empès per guitarres enèrgiques. Els mallorquins són capitanejats per Pau Riutort (també a Extraperlo i Capitán) i Tomeu Mulet (Der Ventilator i Kana Kapila) formen part de tota una colla de bandes desacomplexades residents a Barcelona que barregen mil gustos i referents.